# Back to the Future Part II: Original Motion Picture Soundtrack
Back to the Future Part II: Original Motion Picture Soundtrack es la banda sonora de la película Back to the Future Part II, la segunda entrega de la trilogía homónima. Fue lanzado en disco de vinilo y compacto por MCA Records el 22 de noviembre de 1989.
A diferencia de la banda sonora de la película anterior, ésta sólo contiene la partitura musical del compositor Alan Silvestri. Ninguna de las canciones vocales que aparecieron en la cinta fueron presentadas en este compacto.

## Listado de pistas
| Back to the Future Part II: Original Motion Picture Soundtrack |                                  |                                                                                         |          |  |
| N.º                                                            | Título                           | Notas                                                                                   | Duración |  |
| 1.                                                             | «Main Titles»                    |                                                                                         | 2:21     |  |
| 2.                                                             | «The Future» (Hill Valley, 2015) | Variación de la original de "Back to the Future"                                        | 5:23     |  |
| 3.                                                             | «Hoverboard Chase»               | Variación de "Skateboard Chase" y "Back to the Future"                                  | 2:49     |  |
| 4.                                                             | «A Flying DeLorean?»             |                                                                                         | 4:31     |  |
| 5.                                                             | «My Father?!»                    |                                                                                         | 2:04     |  |
| 6.                                                             | «Alternate 1985»                 |                                                                                         | 3:05     |  |
| 7.                                                             | «If They Ever Did»               | Igual a "Back to the Future"                                                            | 3:58     |  |
| 8.                                                             | «Pair O’ Docs»                   |                                                                                         | 1:27     |  |
| 9.                                                             | «The Book"»                      |                                                                                         | 4:50     |  |
| 10.                                                            | «Tunnel Chase»                   | Contiene variaciones de "Skateboard Chase", "Hoverboard Chase", y "Back to the Future"  | 5:21     |  |
| 11.                                                            | «Burn the Book"»                 | Variación de "The Clocktower"                                                           | 2:26     |  |
| 12.                                                            | «Western Union»                  | Reordenamiento de "’85 Twin Pines Mall" y "The Clocktower"                              | 1:52     |  |
| 13.                                                            | «End Titles»                     | Reordenamiento de "Main Titles", "Burn the Book", "Tunnel Chase" y "Back to the Future" | 4:38     |  |

| Canciones en el filme no incluidas en la banda sonora: |                    |                 |          |  |
| N.º                                                    | Título             | Intérprete (s)  | Duración |  |
| 14.                                                    | «Beat It»          | Michael Jackson |          |  |
| 15.                                                    | «I Can't Drive 55» | Sammy Hagar     |          |  |
| 16.                                                    | «Mr. Sandman»      | The Four Aces   |          |  |
| 17.                                                    | «Papa Loves Mambo» | Perry Como      |          |  |